# AMX-10RC
Эта статья — о колёсной машине. О гусеничной машине см. AMX-10P.
AMX-10RC — французский колёсный танк, часто классифицируемый также как тяжёлый бронеавтомобиль. 
Создан фирмой Satory Military Vehicles — совместным предприятием GIAT и «Рено» — по заказу ВС Франции и предназначался на роль разведывательной машины, способной также к борьбе с вражеской бронетехникой.
Серийное производство AMX-10RC осуществлялось с 1976 по 1994 год, всего было выпущено 457 бронеавтомобилей этого типа. 337 из них поступили на вооружение французской армии, применявшей их в войне в Персидском заливе и ряде миротворческих операций. Ещё 120 машин были поставлены на экспорт в Марокко и Катар. В начале января 2023 года президент Франции Эмманюэль Макрон анонсировал передачу AMX-10RC Украине.
Программа «Скорпион» предусматривает замену AMX-10RC и ERC Sagaie на EBRC Jaguar. Поставки начались в феврале 2022 года и составят 300 единиц к 2030 году.

## История
В начале 1960-х годов Генеральный штаб сухопутных войск планировал заменить бронированную разведывательную машину (EBR), которая к тому времени десять лет находилась на вооружении французской армии. В 1963 году Технический отдел армии (STAT) провел испытания прототипа Боевой разведывательной машины-амфибии (ERAC), легкой гусеничной бронированной машины весом от 6,7 до 8 тонн с башней, вооружённой 105-мм пушкой. Проет ERAC был остановлен.
С 1970 года появляется новая программа, направленная на разработку бронемашины-амфибии массой от 10 до 15 т, и AMX-APX начинает разработку AMX-10 P, легкой гусеничной бронемашины, предназначенной для замены AMX-13 VTT. Генеральный директор AMX-APX принял решение разработать колесную версию AMX-10 P с вооружением, аналогичным ERAC. Эта машина получила название AMX-10 RC (RC фр. roue et canon — колёсная пушка). Были изготовлены три прототипа. Машина поступила на вооружение в 1981 году.

## Конструкция

AMX-10 RC

AMX-10 RC — бронемашина, имеющая «танковую» компоновку, водитель находится в передней части корпуса, за ним расположена трёхместная башня, моторно-трансмиссионное отделение находится в корме. В башне размещены командир, наводчик и заряжающий-радист.

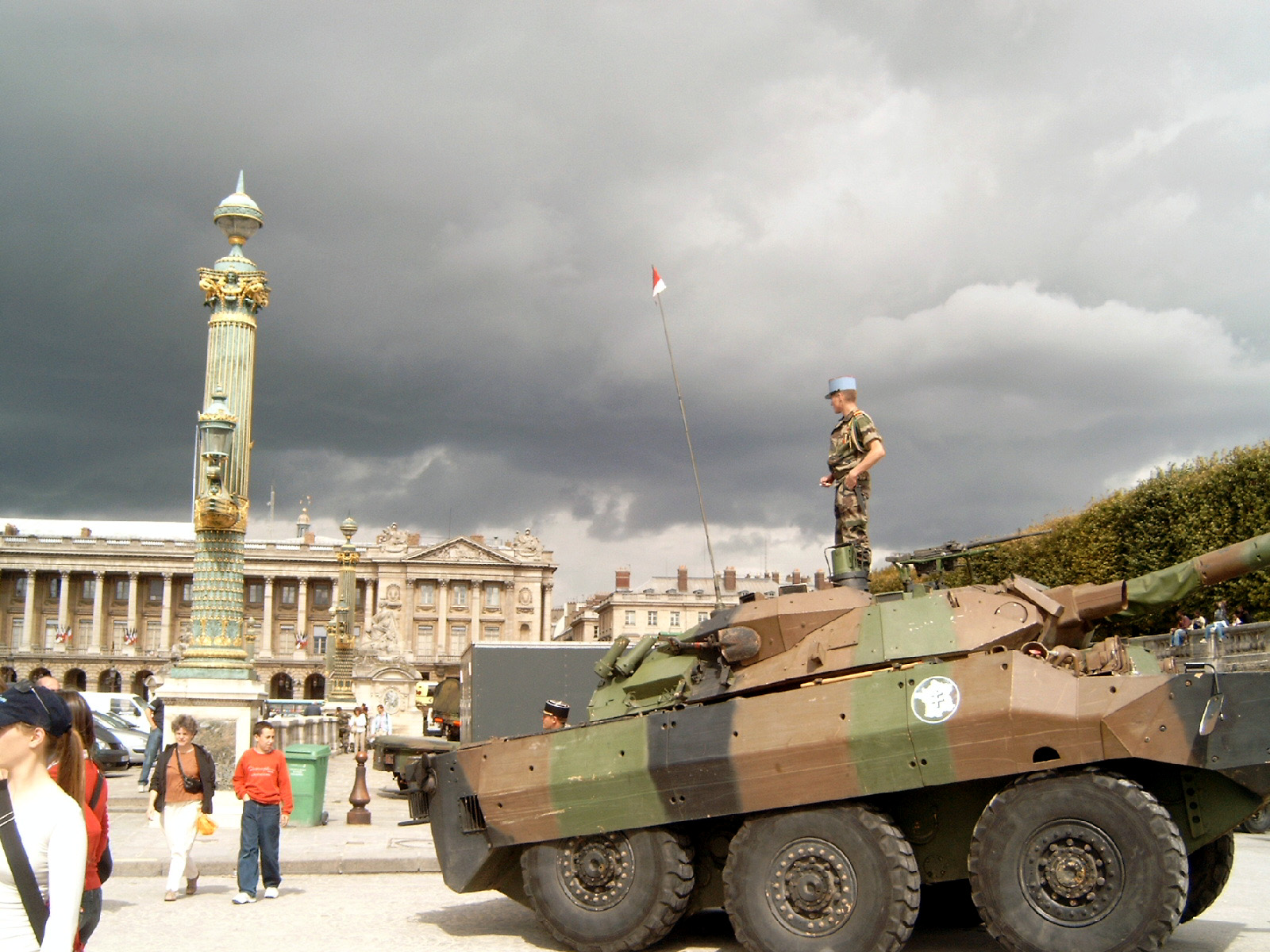
Независимая гидропневматическая подвеска

Машина оснащена гидропневматической подвеской, водитель может изменять клиренс от 210 до 600 мм. Так же с её помощью можно увеличить углы склонения орудия. Поворот техники осуществляется с помощью разности скоростей вращение левых и правых колёс.

### Вооружение
AMX-10 RC вооружён пушкой калибра 105 мм с обозначением Model F2 или F2 (MECA). Ствол имеет длину 48 калибров (длина ствола 5,04 метра). Пушка имеет полуавтоматический вертикальный клиновой затвор, позволяющий автоматически выбрасывать гильзу после выстрела. Её масса составляет 720 кг, и 560 кг откатной массы. Углы вертикального наводки орудия — от +20° до −8°. Имеется спаренный пулемёт ANF1 калибром 7,62 мм.

#### Номенклатура боеприпасов
| Тип боеприпаса          | Обозначение | Вес боеприпаса (кг) | Вес снаряда (кг) | Скорость на дульном срезе (м/с) | Бронепробитие (мм)                           |
| ----------------------- | ----------- | ------------------- | ---------------- | ------------------------------- | -------------------------------------------- |
| БОПС (APFSDS)           | OFL 105 F3  | 13 кг               | 3,8 кг           | 1400 м/с                        | 365 мм под углом 60°                         |
| Кумулятивный (HEAT-FS)  | OCC 105 F3  | 13,85 кг            | 5,7 кг           | 1120 м/с                        | 350 мм под прямым углом 150 мм под углом 60° |
| Практический (BSCC)     | BSCC 105 F3 | 13,85 кг            | 5,7 кг           | 1120 м/с                        | -                                            |
| Осколочно-фугасный (HE) | OE 105 F3   | 13,7 кг             | 7,2 кг           | 800 м/с                         | -                                            |
| Дымовой (SS)            | OFUM 105 F3 | -                   | -                | 800 м/с                         | -                                            |

### Силовая установка

#### Двигатель
Изначально в AMX-10 RC использовался двигатель Hispano-Suiza HS 115-2 V8 от AMX-10 P, он оснащен двумя параллельно установленными турбонагнетателями. Двигатель имеет мощность 260 л. с. при 3200 об/мин, рабочий объем 8,2 л и максимальный крутящий момент 775 Н·м, достигаемый при 2250 об/мин.
В 1983 году было принято решение о замене двигателя, в 1985 году был выбран дизельный двигатель Baudouin 6F11 SRX, программа модернизации действовала до 1995 года. Двигатель 6F11 SRX имеет охлаждаемый нагнетатель и развивает мощность 300 л. с. (в настоящее время ограничена 280 л. с.) при 3000 об/мин.

#### Трансмиссия
Коробка передач GIAT ARE 4AD6019 имеет четыре передачи вперед и четыре назад. Для облегчения управления автомобилем на AMX-10 RCR коробка передач 4AD60 автоматизирована, для заднего хода доступно три передачи.

### Приборы наблюдения
Башня оснащена системой управления огнем Cotac от Safran, позволяющей обнаруживать стационарные и подвижные цели менее чем за шесть секунд днем и ночью. Для дневных операций командиру предоставляются широкоугольные оптические прицелы и панорамный прицел M389 кругового обзора 360° с 2- и 8-кратным увеличением. Наводчик использует прицел M504 с 10-кратным увеличением и лазерным дальномером M550.
Для ночных миссий установлен тепловизор низкой освещённости DIVT 13 от Thales, дающий возможность обнаружить противника на расстоянии до 1200 м. Модернизированные машины оснащены тепловизионной камерой Thales DIVT 16 Castor, которая обеспечивает наблюдение и идентификацию на расстоянии до 4000 м.

## На вооружении

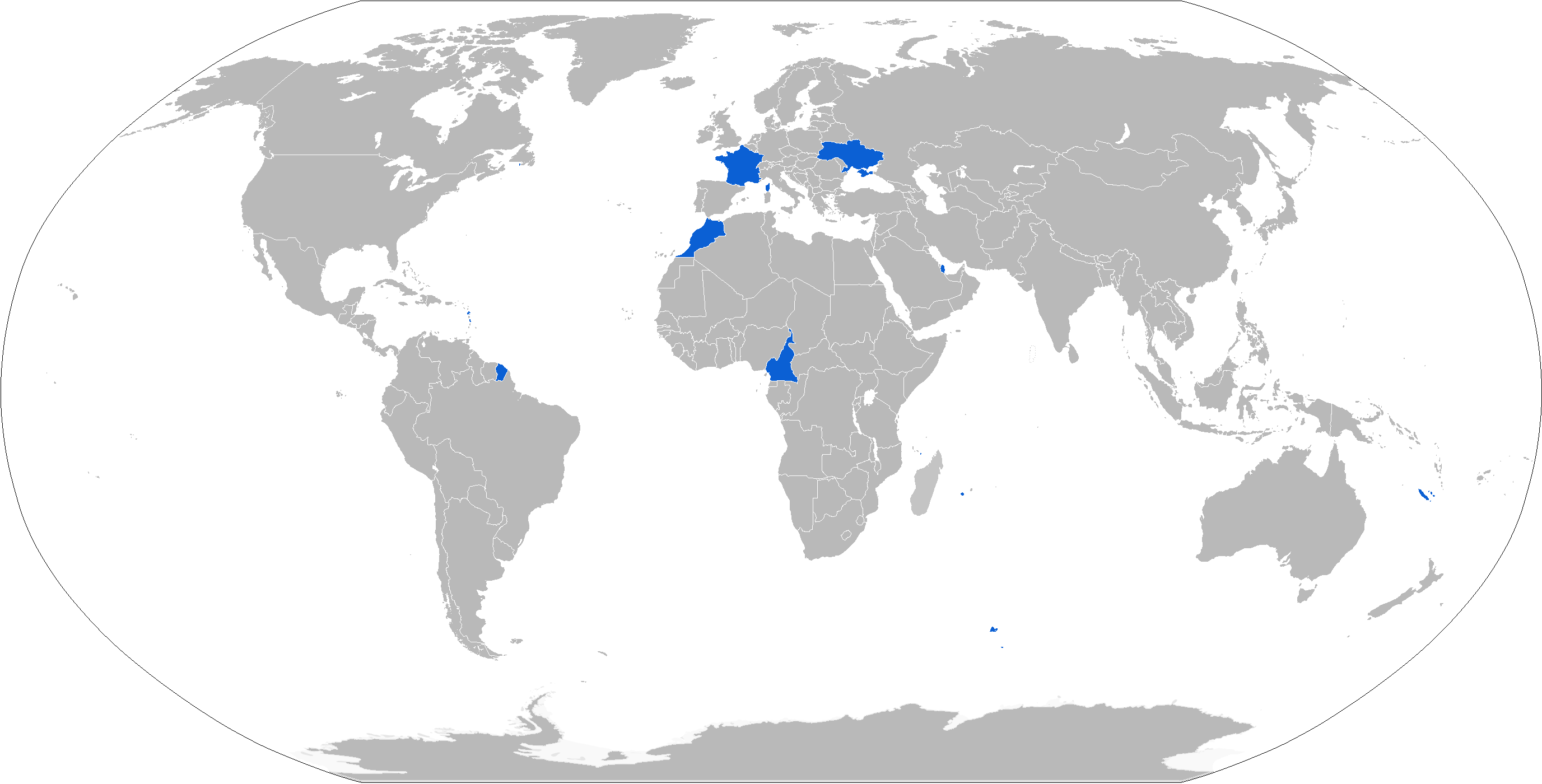
Карта стран-операторов AMX-10 RC

- Камерун — 6 AMX-10RC по состоянию на 2016 год[12]
- Катар — 12 AMX-10RC по состоянию на 2016 год[13]
- Марокко — 80 AMX-10RC по состоянию на 2016[3]
- Франция — 210 AMX-10RC по состоянию на 2024 год[14]
- Украина — 35 AMX-10RC по состоянию на 2024 год[15]. Состоят на вооружении 37-й обрмп[16][17].

## Боевое применение
Две единицы были брошены украинскими войсками во время контрнаступления в ходе российско-украинской войны.